# Barbus anema
Barbus anema és una espècie de peix cipriniforme de la família dels ciprínids.

## Morfologia
Els mascles poden assolir els 3 cm de longitud total.

## Distribució geogràfica
Es troba als rius Nil i Níger, i al llac Txad.